# José Alejandro Castaño Arbeláez
José Alejandro Castaño Arbeláez OAR (nascido em 1 de abril de 1945 em La Ceja, Colômbia) é um ministro colombiano e bispo católico romano emérito de Cartago.
José Alejandro Castaño Arbeláez ingressou na Congregação dos Agostinianos Recoletos e foi ordenado sacerdote em 8 de dezembro de 1971.
Papa Bento XVI nomeou-o em 13 de novembro de 2006 Bispo Auxiliar de Cali e Bispo Titular de Castellum Tatroportus. O núncio apostólico na Colômbia, Dom Beniamino Stella, concedeu sua consagração episcopal em 27 de janeiro do ano seguinte; Os co-consagrantes foram Juan Francisco Sarasti Jaramillo CIM, Arcebispo de Cali, e Héctor Javier Pizarro Acevedo OAR, Vigário Apostólico de Trinidad. Como lema ele escolheu Servi vestri sumus.
Foi nomeado Bispo de Cartago em 21 de outubro de 2010 e foi empossado em 27 de novembro do mesmo ano.
Em 31 de outubro de 2020, o Papa Francisco aceitou sua aposentadoria por motivos de idade.